# Lawrence Foster
Lawrence Foster (n. 23 octombrie, 1941, Los Angeles, California) este un dirijor american.

## Studii
Născut în 1941 în Statele Unite, din părinți evrei de origine română. Fiind orfan de tata de la vârsta de trei ani Lawrence  Foster a fost adoptat. A studiat muzica și dirijoratul la Los Angeles, cu Fritz Zweig.

## Cariera artistică
Debutează ca dirijor în 1960, la vârsta de 18 ani, cu nou înființata Orchestră a Debutanților a Fundației Tinerilor Muzicieni din Los Angeles și, în același an, devine dirijorul Baletului din San Francisco. Va urma o carieră prodigioasă la pupitrul unor orchestre însemnate, printre care Filarmonica din Los Angeles, Houston Symphony, Orchestra Națională din Monte Carlo, Orchestra Simfonică din Ierusalim și Orchestra Simfonică din Barcelona.
Din 2002, este director muzical al Orchestrei Gulbenkian din Lisabona.
Lawrence Foster a făcut numeroase înregistrări, dintre care multe sunt consacrate creației compozitorului George Enescu. Integrala Enescu, realizată cu casele de discuri Emi, Erato și Claves, se numără printre cele mai notabile înregistrări ale sale (atât opera Oedip, cât și creația simfonică).

## Premii și distincții
- Marele premiu al discului al Academiei Charles Cros, pentru înregistrarea EMI a operei Oedip, de George Enescu, cu José van Dam și Barbara Hendricks în rolurile principale.
- Ordinul Meritul Cultural în grad de Mare Ofițer, categoria B (Muzică), România 2003